# NGC 6636-1
NGC 6636-1 is een spiraalvormig sterrenstelsel in het sterrenbeeld Draak. Het hemelobject werd op 23 juli 1884 ontdekt door de Amerikaanse astronoom Lewis A. Swift.

## Synoniemen
- UGC 11221
- 7ZW 790
- MCG 11-22-46
- VV 368
- ZWG 322.41
- VV 679
- KCPG 536A
- KAZ 198
- PGC 61782